# Нитрофоска
Нитрофоска (от лат. Nitrogenium — азот, фосфор и калий) — сложное минеральное азотно-фосфорно-калийное удобрение. Содержит 35—52 % N, P2O5 и K2O в различных соотношениях, выпускается в гранулах. Наиболее распространённая нитрофоска состоит из преципитата, аммофоса и аммиачной селитры, получаемых в едином технологическом процессе при разложении апатита или фосфорита смесью азотной и фосфорной кислот, с добавлением аммиака и хлористого калия. Применяется как основное и припосевное удобрение под все культуры. В отличие от нитроаммофоски, содержит азот только в нитратной форме, которая склонна к вымыванию из почвы и переизбыток которой, на фоне недостатка других веществ, приводит к накоплению нитратов в плодах.